# Енергетика Узбекистану
Енергетика Узбекистану — галузь економіки Узбекистану. Питаннями енергетики та вугільної промисловості займається АТ «Узбекенерго».

## Паливна енергетика

### Нафта
Доведені запаси нафти в Узбекистані, станом на початок 2016 року, становили 81 млн тонн. Узбекистан займає 43-те місце у світі за розвіданими запасами нафти.
Родовища нафти розвідані в Каракалпацькій автономній республіці й шести адміністративних областях: Кашкадар'їнській, Бухарській, Сурхандар'їнській, Наманганській, Андижанській і Ферганській. Основний обсяг запасів зосереджений у Кашкадар'їнській області, зокрема, у межах найбільшого в країні родовища Кокдумалак.
З 2016 року в Узбекистані було видобуто 2,1 млн тонн нафти й газового конденсату у порівнянні з 2,2 млн тонн у 2015 році. У структурі видобувної нафтової сировини простежується тенденція до збільшення частки газового конденсату.

### Видобуток вугілля
Узбекистан має розвідані запаси вугілля в кількості 1832,8 млн тонн, зокрема: бурого — 1786,5 млн тонн, кам'яного — 46,3 млн тонн. Прогнозні ресурси становлять 323,4 млн тонн вугілля. Видобуток вугілля в республіці ведеться на трьох родовищах: Ангренське (буре вугілля), Шаргуньське і Байсунське (кам'яне вугілля).
Щорічно в Узбекистані видобувається понад 4 мільйони тонн вугілля. «Узбеквугілля», на частку якого припадає 98 % видобутку твердого палива в республіці, з 1948 року веде промислове відпрацювання найбільшого — Ангренського буровугільного родовища у Ташкентській області з розвіданими запасами вугілля в обсязі 1,9 мільярда тонн. Окрім того, підземний видобуток кам'яного вугілля в Сурхандар'їнській області здійснює ВАТ «Шаргуньвугілля», 41,57 % якого належить «Узбеквугіллю». «Узбеквугілля» має намір довести видобуток вугілля у 2018 році до 11 мільйонів тонн проти 4,3 мільйона тонн за підсумками 2014 року.

### Природний газ
Узбекистан з видобутку газу займає третє місце серед країн СНД і входить до десятки найбільших газодобувних країн світу (63-65 млрд м³ газу на рік).
Згідно зі звітом BP зі світової енергетики, оприлюдненому у червні 2016 року, видобувні розвідані запаси вуглеводнів в Узбекистані становлять понад 2,52 мільярда тонн умовного палива, з яких близько 65 відсотків припадає на запаси газу. Як зазначено у звіті, Узбекистан у 2015 році добув 57,7 мільярда кубометрів газу, що на 0,8 відсотка більше в порівнянні з 2014 роком. Споживання газу у республіці у 2015 році склало 50,3 мільярда кубометрів (плюс 3,1 відсотка).

## Електроенергетика
Встановлена потужність електростанцій Узбекистану перевищує 14,1 млн кВт і становить близько 50 % генерувальних потужностей усієї Об'єднаної енергосистеми Центральної Азії. У 2017 році в Узбекистані вироблено 60,7 млрд кВт·год електроенергії, що більше на 2,9 % у порівнянні з 2016 роком. Цього достатньо для задоволення попиту, який зростає, на електроенергію республіки, на виконання зобов'язань із постачання електроенергії на експорт і збереження енергетичної безпеки країни. Всі теплові та гідроелектростанції входять до структури АТ Узбекенерго.
Основою енергетичної системи Узбекистану є теплові електростанції загальною потужністю 12,1 млн кВт. У п'яти великих ТЕС встановлені енергоблоки потужністю від 150 до 800 МВт. Це такі великі теплові електростанції, як Талимарджанська, Сирдар'їнська, Ново-Ангренська і Ташкентська ТЕС, що виробляють близько 86 % електроенергії. У 2017 році на теплових електростанціях АТ «Узбекенерго» було вироблено 52,1 млрд кВт·год електричної енергії, споживачам було відпущено 7,3 млн. Гкал теплової енергії.
Гідроелектростанції АТ «Узбекгідроенерго», залежно від водності року, генерують близько 6,5 млрд кВт·год електроенергії.

## Енергетика відновлюваних джерел

### Сонячна енергетика
За оцінками Азійського та Світового банків, валовий потенціал сонячної енергії в республіці Узбекистан перевищує 51 млрд тонн нафтового еквівалента, що становить 99,7 % всіх досліджених до теперішнього часу ВДЕ в республіці. За рахунок цих ресурсів можна виробити кількість електроенергії, яка в 40 разів перевищує обсяги її річного споживання.
8 квітня 2015 року введена в експлуатацію тестова сонячна фотоелектрична станція (СФЕС) потужністю 130 кВт у Папському районі Наманганської області Узбекистану. Основна мета СФЕС — перевірка різних новітніх типів сонячних панелей і модулів, тестування їх техніко-економічних параметрів (ТЕП) у кліматичних умовах Узбекистану з метою вибору рішень з вищим ККД. СФЕС буде служити майданчиком для відпрацювання навичок експлуатації таких станцій і практичної підготовки вітчизняних фахівців у галузі сонячної енергетики. Меморандум про будівництво тестової СФЕС потужністю 130 кВт із застосуванням передових корейських технологій підписали Мінекономіки Узбекистану і Міненерго Республіки Корея. Фотоелектрична станція побудована за рахунок грантів республіки Корея в 0,700 млн дол. США.
До 2020 року в Узбекистані планується побудувати три геліостанції загальною потужністю 300 МВт. Уряд Узбекистану планує побудувати геліостанції в Наманганській і Сурхандар'їнській областях. 20 грудня 2016 року пресслужба АТ «Узбекенерго» повідомила, що китайська компанія Zhuhai Singyes Green Building Technology Co., Ltd побудує фотоелектричні станції у Самаркандській області Узбекистану потужністю 100 МВт. Очікується, що перша в Центральній Азії геліостанція буде виробляти до 200 мільйонів кВт·год електроенергії на рік.

### Вітрові електростанції
Станом на 202 рік в країні немає вітрових електростанцій. Але у квітні Міністерство енергетики Республіки Узбекистан запросило незалежних приватних виробників електроенергії до участі в розробці, фінансуванні, будівництві, володінні та експлуатації об'єктів в рамках даного проєкту. Перший тендер на «зелений» проєкт буде реалізований за підтримки Європейського банку реконструкції та розвитку в рамках угоди про співпрацю, кінцевою метою якого є будівництво вітрових електростанцій сумарною потужністю 1 ГВт. Для будівництва вітроелектростанції та супутньої інфраструктури вже вибрано майданчик. Нині на ділянці ведуться екологічні дослідження і роботи з вивчення міграції птахів.